# Martha Allen Sherwood
Martha Allen Sherwood-Pike (1950) es una botánica estadounidense, con intereses científicos en fungi y en líquenes. Desarrolla actividades académicas y científicas en el Departamento de Geología, Universidad de Oregón, y ha identificado y nombrado nuevos taxones para la ciencia como autora principal, o en coautoría con su colega, la Dra. Stella S. Denison.
En 1977, disertó exitosamente sobre su tesis The ostropalean fungi, dada en la Universidad Cornell para el grado de Doctor de Filosofía.

## Obra

### Nuevos taxones para la ciencia

#### Líquenes
Familias
Ascodichaenaceae D.Hawksw. & Sherwood, 1982
Odontotremataceae D.Hawksw. & Sherwood, 1982
Géneros
Paschelkiella Sherwood, 1987
Phragmiticola Sherwood, 1987
Skyttea Sherwood, D.Hawksw. & Coppins, 1981
Xerotrema Sherwood & Coppins, 1980
Especies
Nanostictis pseudocyphellariae Sherwood, 1986
Ocellularia concentrica (Stirton) Sherwood, 1987
Odontotrema oregonense Sherwood, 1987
Rhymbocarpus cruciatus (Sherwood, D.Hawksw. & Coppins) Etayo & Diederich, 1998
Skyttea buelliae Sherwood, D.Hawksw. & Coppins, 1981
Skyttea cruciata Sherwood, D.Hawksw. & Coppins, 1981
Skyttea elachistophora (Nyl.) Sherwood. & D. Hawksw., 1981
Skyttea fusispora Sherwood, D.Hawksw. & Coppins, 1981
Skyttea gregaria Sherwood, D.Hawksw. & Coppins, 1981
Skyttea nitschkei (Körber) Sherwood, D.Hawksw. & Coppins, 1981
Skyttea thallophila (P.Karsten) Sherwood, D.Hawksw. & Coppins, 1981
Xerotrema megalospora Sherwood & Coppins, 1980

### Algunas publicaciones
- Sherwood, M.A. (1977) The ostropalean fungi. Mycotaxon 5(1): 1–277.[2]

- Sherwood, M.A. (1977) The ostropalean fungi (disertación dada a la Escuela de Graduados de Cornell University para el grado de Doctor de Filosofía, enero de 1977.

- Hawksworth, D.L. and Sherwood, M.A. (1982) Two new families in the Ascomycomycotina. - Mycotaxon 16: 262–264. [Families: Ascodichaenaceae, Odontotremataceae]

- Sherwood, M.A. and  Coppins, B.J. (1980) Xerotrema, a new genus of ondontotremoid fungus from Scotland. - Notes from the Royal Botanic Garden Edinburgh 38: 367–371. [Xerotrema gen. nov.; X. megalospora sp. nov.]

- Sherwood, M.A., Hawksworth, D.L. and Coppins, B.J. (1980) Skyttea, a new genus of odontotremoid lichenicolous fungi. - Transactions of the British Mycological Society 75: 479–490. [Skyttea gen. nov., S. buelliae sp. nov., S. cruciata sp. nov., S. elachistophora (Nyl.) Sherw. & D. Hawksw., comb. nov.; S. fusispora sp. nov.; S. gregaria sp. nov.; S. nitschkei (Körber) comb. nov. and S. thallophila (P. Karsten) Sherw. & D. Hawksw., comb. nov.]

- Sherwood-Pike, M. (1985) New and unusual Ascomycetes from the western United States. - Sydowia II 38: 267–277. [Nanostictis pseudocyphellariae sp. nov., from Oregon.]

- Sherwood-Pike, M.A. (1987) The Ostropalean Fungi III: the Odontotremataceae. - Mycotaxon 28: 137–177.[Ocellularia concentricum (Stirton) comb. nov.; Paschelkiella gen. nov.; Phragmiticola gen. nov.; Odontotrema oregonense sp. nov.]

- La abreviatura «Sherwood» se emplea para indicar a Martha Allen Sherwood como autoridad en la descripción y clasificación científica de los vegetales.[3]